# Campeonato Paulista de Futebol de 1908
O Campeonato da Liga Paulista Foot-Ball de 1908 foi a 7.ª edição da competição entre clubes de futebol paulistanos filiados à LPF. É reconhecido oficialmente pela Federação Paulista de Futebol como a sétima edição do Campeonato Paulista de Futebol.
Disputado entre 13 de maio e 22 de novembro, contou com a participação de seis equipes. O Paulistano sagrou-se campeão do torneio, conquistando pela segunda vez o título local.

## História
Pela primeira vez, os árbitros passaram a ser indicados pela liga, partida a partida, a partir da relação de nomes aprovada antes do início do campeonato, e os clubes deixaram dar a palavra final para a questão.
Todos os 24 dos 30 jogos daquela temporada foram realizados no Velódromo de São Paulo, o estádio oficial da liga. Foram marcados 94 gols, uma média de 3,13 por partida. Dos seis confrontos restantes, três foram marcados no campo do Clube Atlético Internacional, em Santos, as primeiras partidas oficiais do campeonato fora da capital paulista. Mesmo assim, a equipe santista tomou um WO como mandante, fruto de uma crise interna na equipe, que terminou a competição com dez derrotas (quatro dessas por WO) em dez partidas.
Outra equipe que perdeu duas partidas por WO foi o São Paulo Athletic. Na partida marcada contra o Americano no dia 27 de julho, o time não compareceu por ter vários jogadores contundidos. Algumas semanas depois, diante do mesmo rival, o Athletic teve o mesmo problema de não conseguir reunir jogadores suficientes para a partida. Como resultado, o primeiro tricampeão da LPF terminou a competição com apenas duas vitórias (uma delas por WO contra o Internacional Santista) em dez partidas e ainda com o saldo negativo das duas maiores goleadas do campeonato.
Já na luta pelo torneio de 1908, estavam Clube Atlético Paulistano, Internacional e Sport Club Americano. Na véspera do duelo do dia 27 de setembro contra o Germânia, o Paulistano liderava o torneio com 14 pontos e duas partidas por realizar, vindo logo atrás o Internacional com 12 pontos e também dois jogos restantes e o Americano, que somava nove pontos mas com ainda quatro confrontos até o final com campeonato. O empate por 1–1 com o time da colônia alemã deixou a equipe alvirrubra com 15 pontos e mais próxima do título, podendo até ser campeã dependendo do desempenho dos concorrentes diretos.
No jogo seguinte, o Germânia bateu por 2–0 o Internacional, que assim não poderia mais alcançar o Paulistano. Restava o Americano, que somou mais três pontos (uma vitória e um empate) e tinha um confronto direto com o líder no dia 15 de novembro. No duelo que poderia valer o título para o Paulistano, a equipe santista goleou por 4–1, chegando ao 14 pontos e ainda com uma partida por fazer, enquanto o time paulistano terminava sua participação no campeonato com 15 pontos. Para o Americano, bastava uma vitória diante do Germânia para ficar com a Taça Conde Penteado - um empate forçaria um jogo extra contra o Paulistano. Mas o Germânia venceu por 2–0, resultado que dava o título ao Paulistano.

## Participantes
| Equipe             | Cidade    | Fundação               | Participação | Títulos               |
| ------------------ | --------- | ---------------------- | ------------ | --------------------- |
| Americano          | Santos    | 21 de maio de 1903     | 2ª           | -                     |
| Germânia           | São Paulo | 7 de setembro de 1899  | 7ª           | 1 (1906*)             |
| Internacional      | Santos    | 27 de outubro de 1902  | 2ª           | -                     |
| Internacional      | São Paulo | 19 de agosto de 1899   | 7ª           | 1 (1907)              |
| Paulistano         | São Paulo | 29 de dezembro de 1900 | 7ª           | 1 (1905)              |
| São Paulo Athletic | São Paulo | 13 de maio de 1888     | 7ª           | 3 (1902, 1903 e 1904) |

* Posteriormente, a Liga Paulista de Foot-Ball considerou aquele campeonato sem vencedor, mas o título é reconhecido pela Federação Paulista de Futebol

## Regulamento
Houve a manutenção da grande maioria das normas das competições anteriores, como a de que cada clube joga duas partidas com os outros participantes, sendo uma como mandante e outra como visitante; o clube vencedor do campeonato anual recebe uma taça, pela qual fica responsável, e terá possa definitiva da mesma aquele que for vencedor de três edições; o campeão é a equipe que somar mais pontos (a vitória vale dois pontos, e o empate, um ponto). Havendo empate no resultado final, disputa-se um jogo extra. Essa partida desempate terminar em empate, é feita uma prorrogação não superior a 30 minutos. Se terminada essa prorrogação continuar o empate, é marcada uma nova partida, e assim por diante.

## Tabela
13/5 São Paulo AC       1-0  Internacional de Santos
17/5 Internacional   3-2  Germânia
24/5 Paulistano         1-0  Internacional de Santos
28/5 Germânia           2-2  Americano
07/6 Paulistano         2-2  Internacional
14/6 Americano          4-0  Internacional de Santos
18/6 Internacional   2-0  São Paulo AC
24/6 Paulistano         3-2  São Paulo AC
28/6 Paulistano         3-2  Americano
29/6 Germânia           2-0  São Paulo AC
12/7 Internacional de Santos  0-5  Internacional
19/7 Germânia           2-0  Internacional de Santos
26/7 Americano          WO-0*  São Paulo AC
02/8 Internacional de Santos  0-WO*  Paulistano
09/8 Internacional   2-2  Paulistano
15/8 Internacional de Santos  0-WO*  São Paulo AC
23/8 Americano          1-0  Internacional
30/8 Paulistano         2-1  Germânia
07/9 São Paulo AC       1-4  Internacional
08/9 São Paulo AC       3-9  Paulistano
13/9 São Paulo AC       0-WO*  Americano
20/9 Internacional   0-WO*  Internacional de Santos
27/9 Germânia           1-1  Paulistano
04/10 Germânia           2-0  Internacional
12/10 Internacional de Santos  0-WO*  Americano
18/10 Internacional de Santos  0-1  Germânia
25/10 Internacional   2-2  Americano
02/11 São Paulo AC       0-7  Germânia
15/11 Americano          4-1  Paulistano
22/11 Americano          0-2  Germânia
Vitória por WO automática

## Classificação final
| Classificação - Final | Classificação - Final   | Classificação - Final | Classificação - Final | Classificação - Final | Classificação - Final | Classificação - Final | Classificação - Final | Classificação - Final | Classificação - Final |
| Time | Time                    | PG                    | J                     | V                     | E                     | D                     | GP                    | GC                    | SG                    |
| --- | ----------------------- | --------------------- | --------------------- | --------------------- | --------------------- | --------------------- | --------------------- | --------------------- | --------------------- |
| 1 | Paulistano              | 15                    | 10                    | 6                     | 3                     | 1                     | 24                    | 17                    | 7                     |
| 2 | Germânia                | 14*                   | 10                    | 6                     | 2                     | 2                     | 22                    | 8                     | 14                    |
| 3 | Americano               | 14*                   | 10                    | 6                     | 2                     | 2                     | 15                    | 10                    | 5                     |
| 4 | Internacional           | 13                    | 10                    | 5                     | 3                     | 2                     | 20                    | 12                    | 8                     |
| 5 | São Paulo Athletic      | 4                     | 10                    | 2                     | 0                     | 8                     | 7                     | 27                    | - 20                  |
| 6 | Internacional de Santos | 0                     | 10                    | 0                     | 0                     | 10                    | 0                     | 14                    | - 14                  |
| PG - pontos ganhos; J - jogos; V - vitórias; E - empates; D - derrotas; GP - gols pró; GC - gols contra; SG - saldo de gols |                         |                       |                       |                       |                       |                       |                       |                       |                       |

|  |                                             |
|  | Campeão da LPF de 1908                      |
|  | Disputam seletiva para o campeonato de 1909 |

*Empatadas em número de pontos, as duas equipes terminaram em segundo lugar, já que não havia critério de desempate naquela época.

## Premiação
| Campeão Paulista de 1908 |
| ------------------------ |
| PAULISTANO (2º título)   |